# Maria Antonia Scalera Stellini

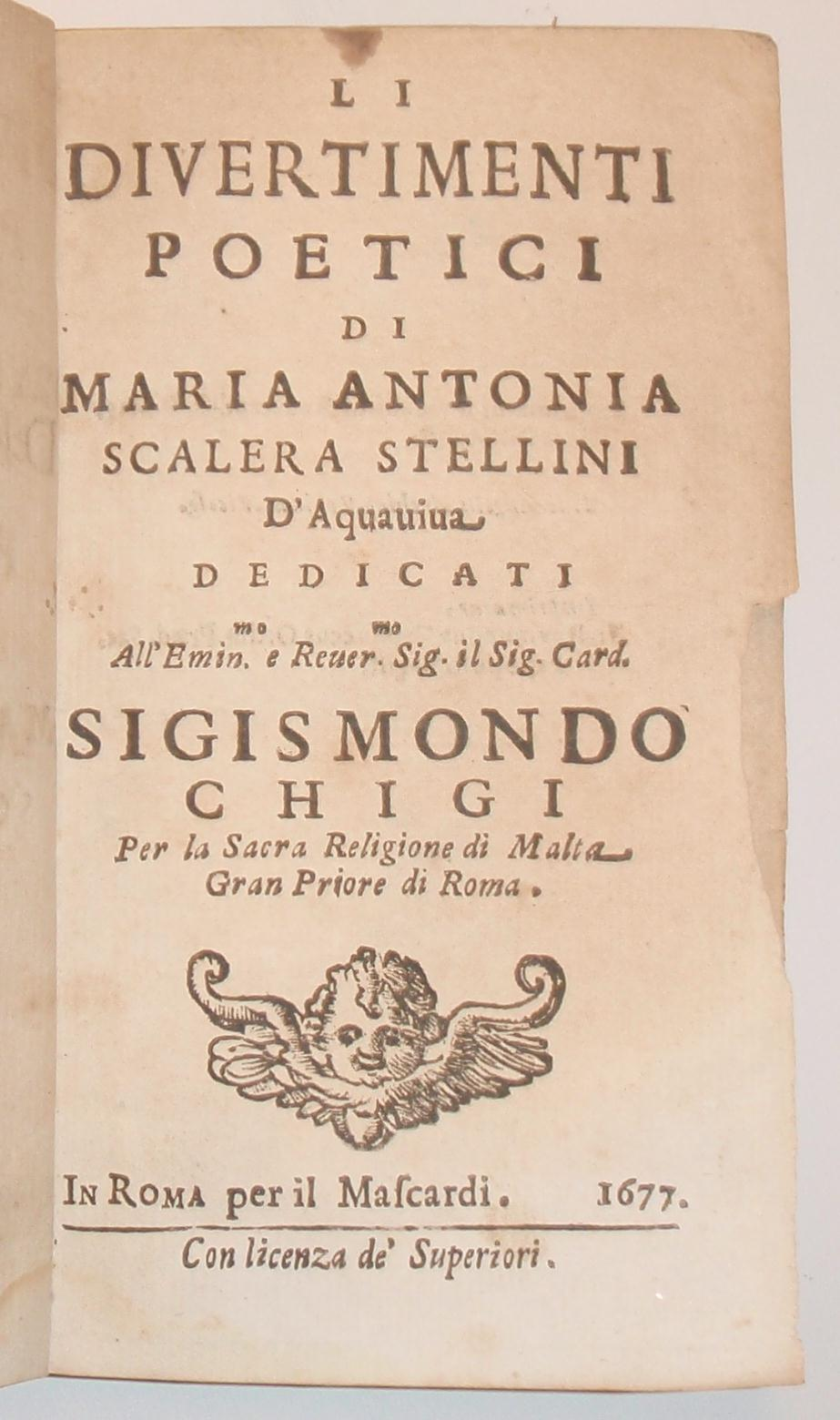
Erstausgabe von 1677:
Li divertimenti poetici

Maria Antonia Scalera Stellini (* 5. Februar 1634 in Acquaviva delle Fonti; † 21. September 1704 in Ariccia) war eine italienische Dichterin und Dramatikerin.

## Leben und Wirken
Geboren wurde Maria Antonia als Tochter von Francesco Scalera in einer bescheidenen Familie aus Apulien, sie verbrachte ihre Jugendjahre im Kloster, das sie verließ, um auf Geheiß der Familie zu heiraten. Schon bald darauf verstarb ihr erster Ehemann und sie blieb als Witwe mit zwei Kindern zurück. Anschließend heiratete sie den aus der Toskana stammenden Silvestro Stellini, einen Beamten des Fürsten Agostino Chigi, der ein Neffe von Papst Alexander VII. war. Sie lebte in dessen Palast sowie in Ariccia und Rom, wo sie durch ihre dichterischen Tugenden auffiel und am 20. Juni 1694 in die Accademia dell’Arcadia mit der Bezeichnung „pastorella Aricia Gnateatide“ aufgenommen wurde.
Im Jahre 1677 veröffentlichte sie eine Sammlung von Gedichten in zwei Bänden mit dem Titel Li divertimenti poetici, die im Jahre 1706 als Li Divertimenti poetici di Maria Antonia Scalera Stellini nochmals aufgelegt wurden. Als weiteres Werk verfasste sie  die szenische Oper La Tirannide abbattuta dal trionfo della fede. Des Weiteren veröffentlichte sie die Serenata spirituale, La ninfa del Tebro und das Musikdrama Il trionfo di sant’Agata sowie die Tragikomödie Il Coraspe redivivo, die im Jahr 1683 in Ariccia aufgeführt wurde.